# Columbia (locomotive)
Pour les articles homonymes, voir Columbia.

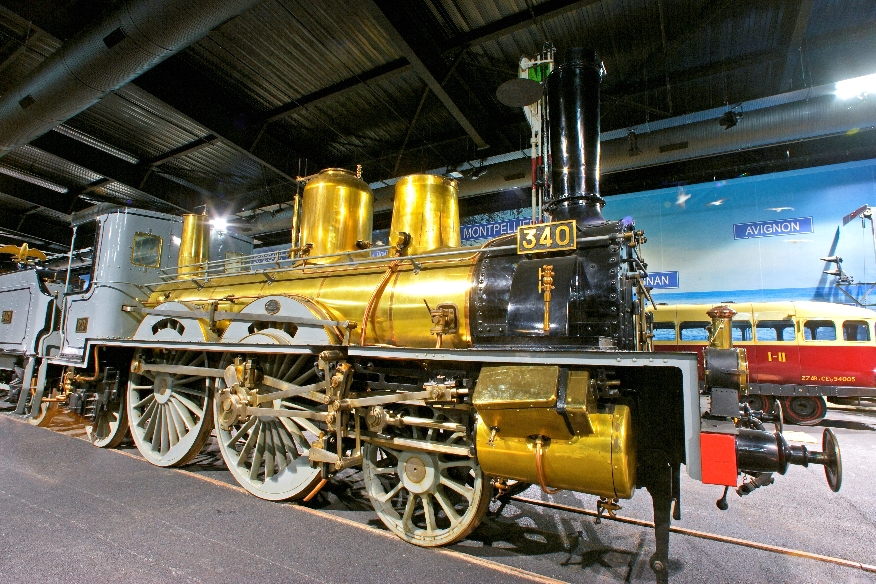
Une 121 "Forquenot" à la Cité du train.

121 en Europe est un type de locomotive à vapeur dont les essieux ont la configuration suivante (de l'avant vers l'arrière) :
- 1 essieu porteur
- 2 essieux moteur
- 1 essieu porteur

## Codifications
Ce qui s'écrit :
- 2-4-2 en codification Whyte.
- 121 en codification d'Europe.
- 1B1 en codification allemande et italienne.
- 24 en codification turque.
- 2/4 en codification suisse.

## Utilisation
Cette disposition d'essieux, relativement rare, est devenue populaire à partir du dernier quart du XIXe siècle, lorsque les locomotives de disposition 120 commencent à se montrer insuffisantes en tête des trains de voyageurs de plus en plus lourds et rapides. L'essieu porteur arrière permet en effet de supporter un foyer plus grand, sans pour autant nuire à la stabilité . Les locomotives de grande vitesse comportant trois essieux moteurs sont encore rares car les trois essieux ainsi que les longues bielles, associées générent des mouvements parasites qui déstabilisent la locomotive et fatiguent la voie). 
Dans le cas des locomotives-tender, l'essieu porteur arrière supporte, outre la cabine, le poids des soutes à combustible ; il permet en outre une meilleure stabilité (et vitesse) en marche tender en avant.
Dans les années 1890-1900, l'augmentation des vitesses des trains devient problématique pour les locomotives de disposition 121, dotées d'un essieu porteur avant. En conséquence, elles sont peu à peu remplacées par des locomotives de disposition American (220) ou Atlantic (221) ; un certain nombre de locomotives françaises de disposition 121 sont même transformé en American ou en Atlantic.
En raison des plus faibles vitesses demandées pour les locomotives-tender, plusieurs pays tels que l'Angleterre, l'Allemagne et les Pays-Bas continuent à construire et exploiter des locomotives de disposition 121 jusqu'à leur remplacement par des locomotives à trois essieux ou par des autorails.

### Belgique

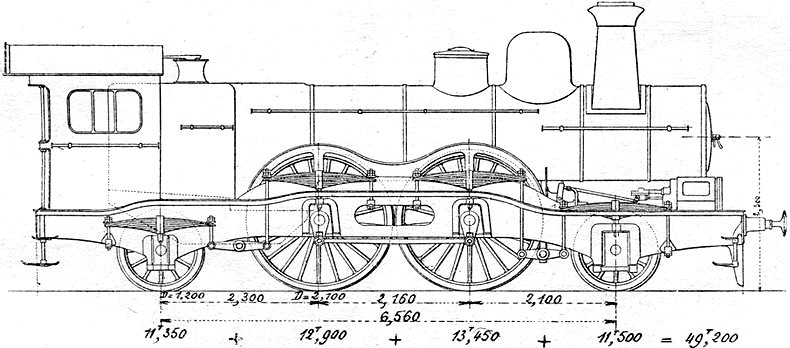
Une type 12 à foyer Belpaire.

- Types 12 et 12bis des Chemins de fer de l'État belge : construites de 1886 à 1897, elles possédent de grandes roues motrices de 2,10 m et un essieu porteur avant muni de boîtes d'essieu radiales. Elles sont utilisées sur tous les trains rapides et express de Belgique jusqu'aux années 1900 ; à partir de 1910, certaines machines issues du type 12 sont transformées avec la suppression de leur foyer Belpaire débordant, source de déboires importants, au profit d'un foyer profond et étroit.

Les dernières machines du type 12 sont radiées au début des années 1920 tandis que la dernière dutype 12bis l'est en 1931.

### France

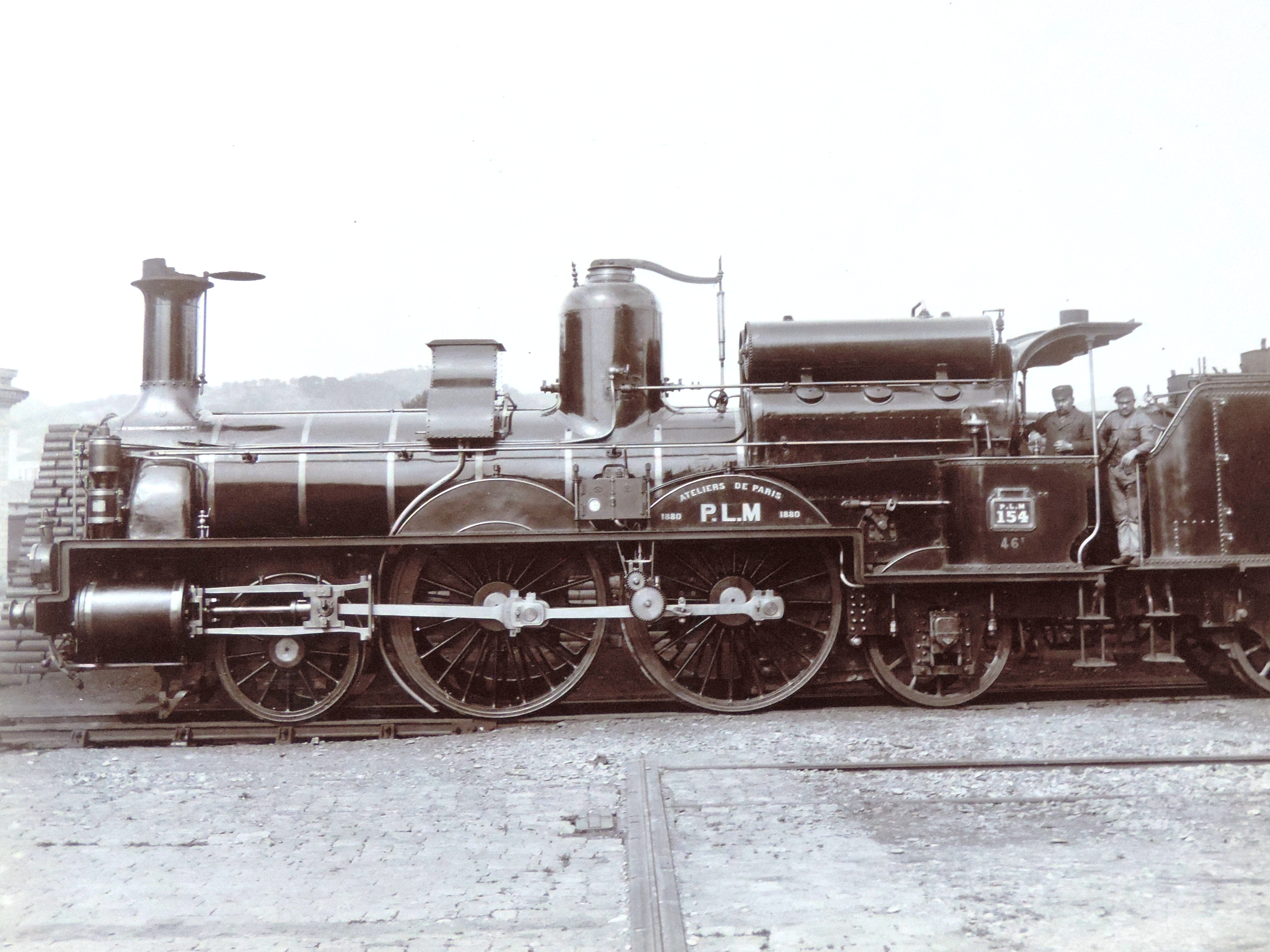
Locomotive série 111 à 400 du PLM.

#### Réseau de l'AL
- T5 AL 2145 et 2146 de 1901, machines issues de la transformation en 121T des 120T d'origine.

#### Compagnie du PLM
- n°1 à 50[1] : réalisées par la transformation en 1873-1875 de locomotives de disposition 120 construites de 1868 à 1871 avec roues motrices de 2 m et foyer Crampton. Tout comme la série suivante, elles ont été conçues pour la traction de trains rapides de voyageurs sur l'artère impériale Paris-Dijon-Lyon-Marseille.
- n°51 à 110[2],[3] : d'aspect proche mais de construction neuve en 1875-1877, elles sont équipées d'un foyer Belpaire, de roues de 2 m et d'une distribution Gooch ; mises hors-service entre 1912 et 1924.
- n°111 à 400 : suite de la série précédente, machines plus modernes et plus puissantes, construites de 1879 à 1883. Elles sont équipées d'un foyer Belpaire plus grand, d'une distribution Gooch et de roues motrices de 2 m de diamètre.   Entre 1890 et 1925, l'ensemble de la série a été transformée en plusieurs modèles distincts
  - 220 n° entre 111 à 400 (96 exemplaires) : des locomotives de vitesse munies d'un bogie avant
  - 130 n° 1 à 60
  - 040 T PLM 4 AM 1 à 50 et 040 T PLM 4 BM 1 à 84 : des locomotives de manœuvres

#### Compagnie du PO
C'est l'ingénieur Victor Forquenot qui met au point les premières locomotives de cette compagnie à deux essieux moteurs en 1875. Pour améliorer la stabilité à grande vitesse il rajoute l'essieu porteur à l'arrière. Cette configuration donne naissance à un grand nombre de locomotives réussies qui sont construites pendant 20 ans à partir de 1876. 
C'est sans doute ce succès qui décide le PLM à s'équiper aussi de telles machines, quitte à transformer 50 locomotives presque neuves.